# 帝国 (2005年电视剧)
帝国（英語：Empire）是美国广播公司的一部美国历史电视连续剧。该剧以公元前44年的罗马为背景，讲述了尤利烏斯·凱撒的侄子兼继承人屋大维年轻时期为成为第一位羅馬皇帝而进行的斗争。屋大维在他追求王位过程中得到了一个剧情虚构的角鬥士泰兰努斯的帮助。
该剧全部在罗马和意大利中南部拍摄，由约翰·格雷和金·曼纳斯执导，卡莉·亨德森、尼克·吉洛特（第4集和第6集）担任制片人。萨拉·B·库珀、奇普·约翰内森、汤姆·惠勒和威廉·惠勒担任该片编剧。